# Verwachsung

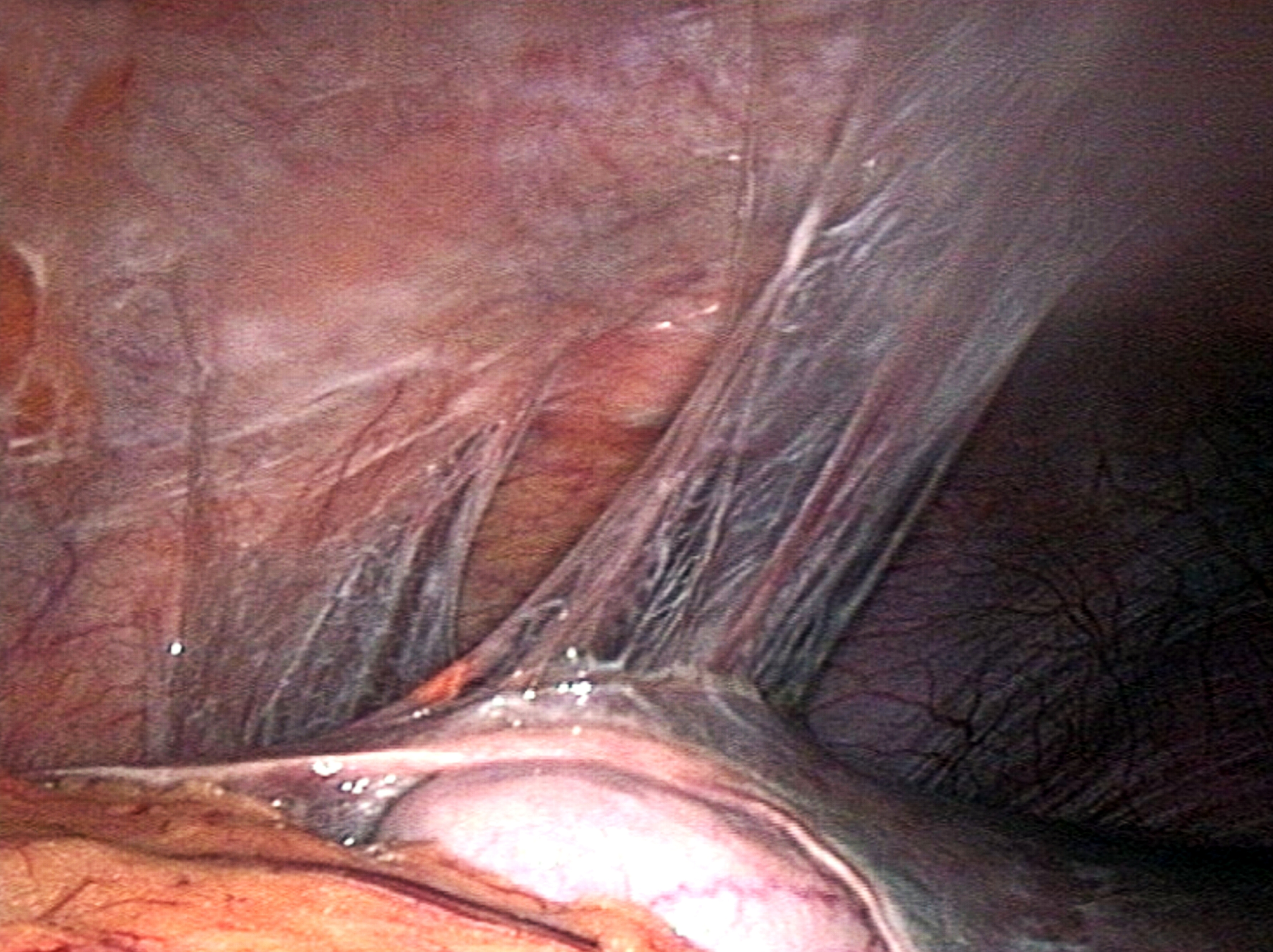
Adhäsionen zwischen Leberoberfläche und Zwerchfell nach Fitz-Hugh-Curtis-Syndrom

Verwachsungen oder Verklebungen, medizinisch Adhäsionen, bilden sich zwischen Organen oder Geweben, die normalerweise nicht miteinander verbunden sind. Eine strangförmige Adhäsion in der Bauchhöhle bezeichnet man auch als Bride, umgangssprachlich wird bei Vorliegen zahlreicher Verwachsungen auch der Begriff „Verwachsungsbauch“ benutzt. Auch der Begriff Synechie findet Anwendung.

## Ursachen

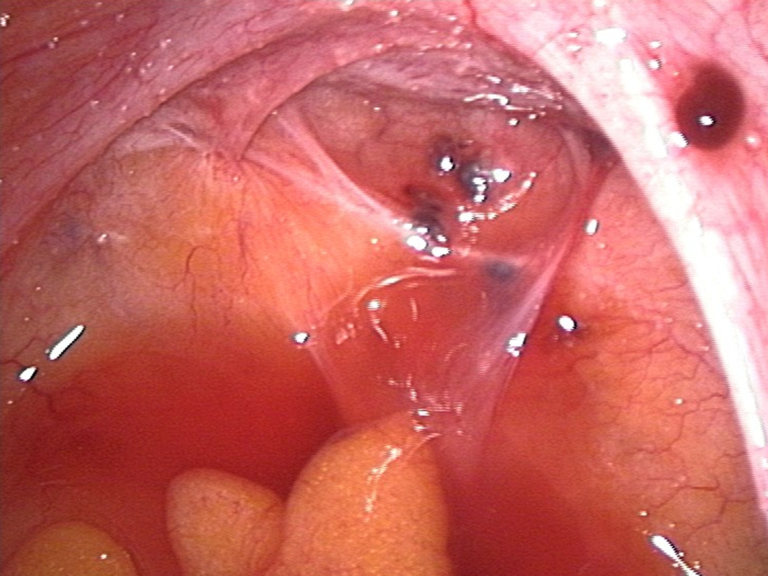
Zarte Adhäsionen im Douglas-Raum bei Endometriose

Gelegentlich sind Adhäsionen angeboren, meist sind sie jedoch Folge von Beschädigungen (Läsionen) des Bauchfells (Peritoneum). Diese treten im Rahmen eines chirurgischen Eingriffs oder auch nach schweren Entzündungen im Bauchraum auf. Letztere umfassen zum Beispiel bakterielle Infektionen, schwere Blutungen oder auch Endometriose.

## Pathogenese (Entstehung)
Nach einer Verletzung aktiviert das Bauchfell die lokale Gerinnungskaskade. Gleichzeitig kommt es zur Aktivierung von neutrophilen Granulozyten, die unter anderem neutrophile extrazelluläre Fallen (NETs) freisetzen. Diese bestehen aus DNA und antimikrobiellen Proteinen und bilden ein Netz an der verletzten Stelle, das die Ablagerung von Fibrin fördert und somit zur lokalen Abdichtung und Infektionsabwehr beiträgt. Normalerweise dient dieses Fibringerinnsel einer provisorischen Versiegelung. Der Körper ist in der Lage, dieses Fibringerinnsel schrittweise in normales Gewebe zu verwandeln. So können Verletzungen des Bauchfells theoretisch ohne Narbenbildung abheilen. In gewissen Patienten (es ist noch nicht genau verstanden in welchen) kommt es zu einer überschießenden Aktivierung der Gerinnungskaskade, wobei ein Überschuss von Fibrin deponiert wird. Wenn diese Fibringerinnsel so groß werden, dass sie gegenüberliegende Organe verbinden, können daraus narbige Verbindungen (Adhäsionen) entstehen. In diesem Prozess scheinen nicht nur Gerinnungsfaktoren, sondern Zellen namens Makrophagen eine wichtige Rolle zu spielen.

## Bestandteile

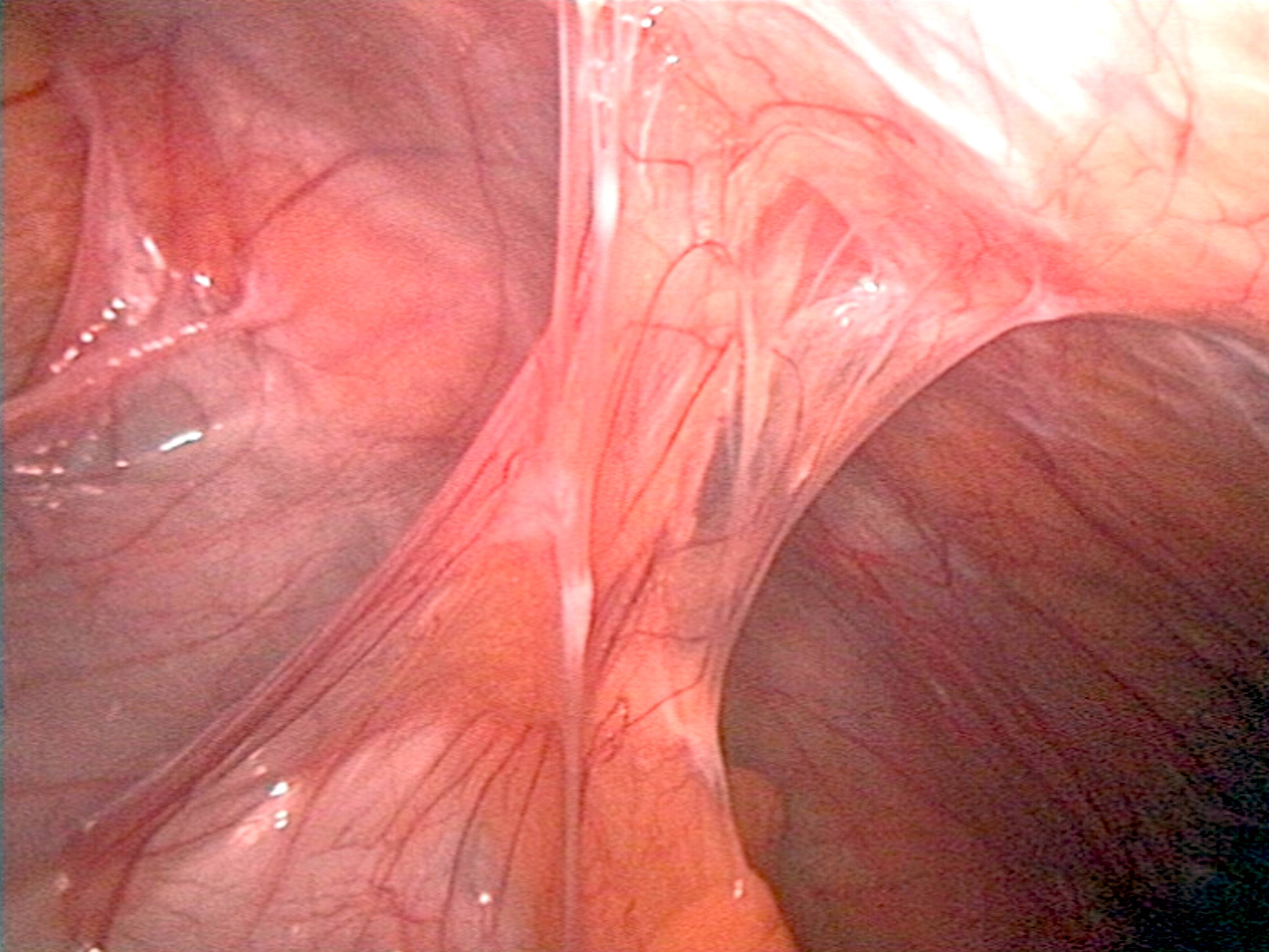
Adhäsionen nach Appendektomie

Im Wesentlichen bestehen Verwachsungen aus Bindegewebe und sind zum Teil von Blutgefäßen durchzogen. Hierbei handelt es sich meist um Gefäße, die zwar von Endothel ausgekleidet sind, jedoch keine Intima besitzen. Wie das Bauchfell sind Adhäsionen von Mesothelzellen überzogen.

## Klassifikation
Zur Stadieneinteilung der Adhäsionen hat sich die Klassifikation der American Fertility Society (heute: American Society for Reproductive Medicine) durchgesetzt. Dabei werden die Verwachsungen im Bereich der Eileiter und Eierstöcke nach einem Punkteschema von 0 bis 16 pro Eileiter oder Eierstock beurteilt.
Stadieneinteilung der Adhäsionen nach der American Fertility Society (AFS)
| AFS-Kategorie     | AFS-Score (Summe der Punkte) |
| ----------------- | ---------------------------- |
| minimal (minimal) | 0–5                          |
| mild (leicht)     | 6–10                         |
| moderate (mittel) | 11–20                        |
| severe (schwer)   | 21–32                        |

## Folgen und Therapie
Verwachsungen können die Ursache zahlreicher Beschwerden sein. Sind beispielsweise die inneren weiblichen Genitalien betroffen, kann dies zu Unfruchtbarkeit, sexuellen Funktionsstörungen und Schmerzen im Unterbauch führen. Adhäsionen im Darm führen meist zu Darmstörungen, die unter Umständen zu einem Darmverschluss führen können.
Das einzig mögliche Therapieverfahren ist eine operative Durchtrennung der Verwachsungen (Adhäsiolyse). Allerdings wird der Erfolg der Behandlung durch die hohe Wiederbildungsrate nach Adhäsiolyse nahezu aufgezehrt.

## Adhäsionsprophylaxe
Effektive flüssige Adhäsionsbarrieren sind Ringer-Laktat-Lösung, oder, weil diese zuckerähnliche Substanz langsamer abgebaut wird, eine 4%ige Icodextrin-Lösung. Diese Lösungen werden als intraoperative Spülflüssigkeit und als postoperatives Instillat in der gynäkologischen und viszeralen Chirurgie eingesetzt. Eine andere wirksame Barrieremethode stellt das Einbringen eines Gels aus Polyethylenoxid und Natriumcarboxymethylcellulose dar.

## Verwachsung im weiteren laienmedizinischen Sprachgebrauch
Das Verb verwachsen wird gelegentlich im Sinne von fehlgebildet oder missgestaltet verwendet, oder im Zusammenhang „Das verwächst sich (oder nicht)“ im Zusammenhang mit der Hoffnung einer Änderung einer sich abzeichnenden Fehlstellung im Laufe des weiteren Körperwachstums, beispielsweise bei Deformationen des Kopfes (abgeplatteter Hinterkopf bei Säuglingen) oder im Zusammenhang mit X- oder O-Beinen.